# Trachinidae
Vive
Famille
Les Trachinidae sont une famille de poissons marins perciformes communément appelés vives.

## Description et caractéristiques
Les vives ont pour point commun de posséder une épine dorsale venimeuse. Certaines présentent des rayons épineux venimeux, pouvant blesser. Ces poissons vivant sous la surface du sable, ils peuvent piquer l'Homme lorsque celui-ci leur marche dessus. La piqûre provoque généralement une douleur intense qui se propage jusqu'aux os.
On les rencontre dans l'est de l'Atlantique et de la Méditerranée à la mer Noire. Elles se tiennent près des côtes en été et plus au large en hiver.
Les espèces les plus connues sur le littoral français sont :
- la Grande vive, Trachinus draco (Linnaeus, 1758), qui peut mesurer jusqu'à 40 cm ;
- la Vive araignée, Trachinus araneus (Cuvier, 1829), qui atteint parfois 50 cm ;
- la Petite vive, Echiichthys vipera (Cuvier, 1829), qui ne mesure pas plus de 20 cm.

Poisson démersal, l'espèce subtropicale Trachinus cornutus (Guichenot, 1848) fait figure d'exception dans la famille des trachinidæ par sa présence, abondante, dans les eaux chiliennes du Pacifique.

## Étymologie
Nom vernaculaire vive, de l’ancien normand wivre (« serpent, dragon »), de l’ancien français guivre (« serpent, dragon »), du latin vipera (« vipère »).

## Liste des genres
Selon FishBase (21 avril 2016) :
- genre Echiichthys (Bleeker, 1861)
  - Echiichthys vipera (Cuvier, 1829) -- Petite vive
- genre Trachinus (Linnaeus, 1758)
  - Trachinus araneus Cuvier, 1829 -- Vive araignée
  - Trachinus armatus Bleeker, 1861
  - Trachinus collignoni Roux, 1957
  - Trachinus cornutus Guichenot, 1848
  - Trachinus draco Linnaeus, 1758 -- Grande vive
  - Trachinus lineolatus Fischer, 1885
  - Trachinus pellegrini Cadenat, 1937
  - Trachinus radiatus Cuvier, 1829 -- Vive rayée

## Systématique
Le nom valide complet (avec auteur) de ce taxon est Trachinidae Rafinesque, 1815.

## Galerie

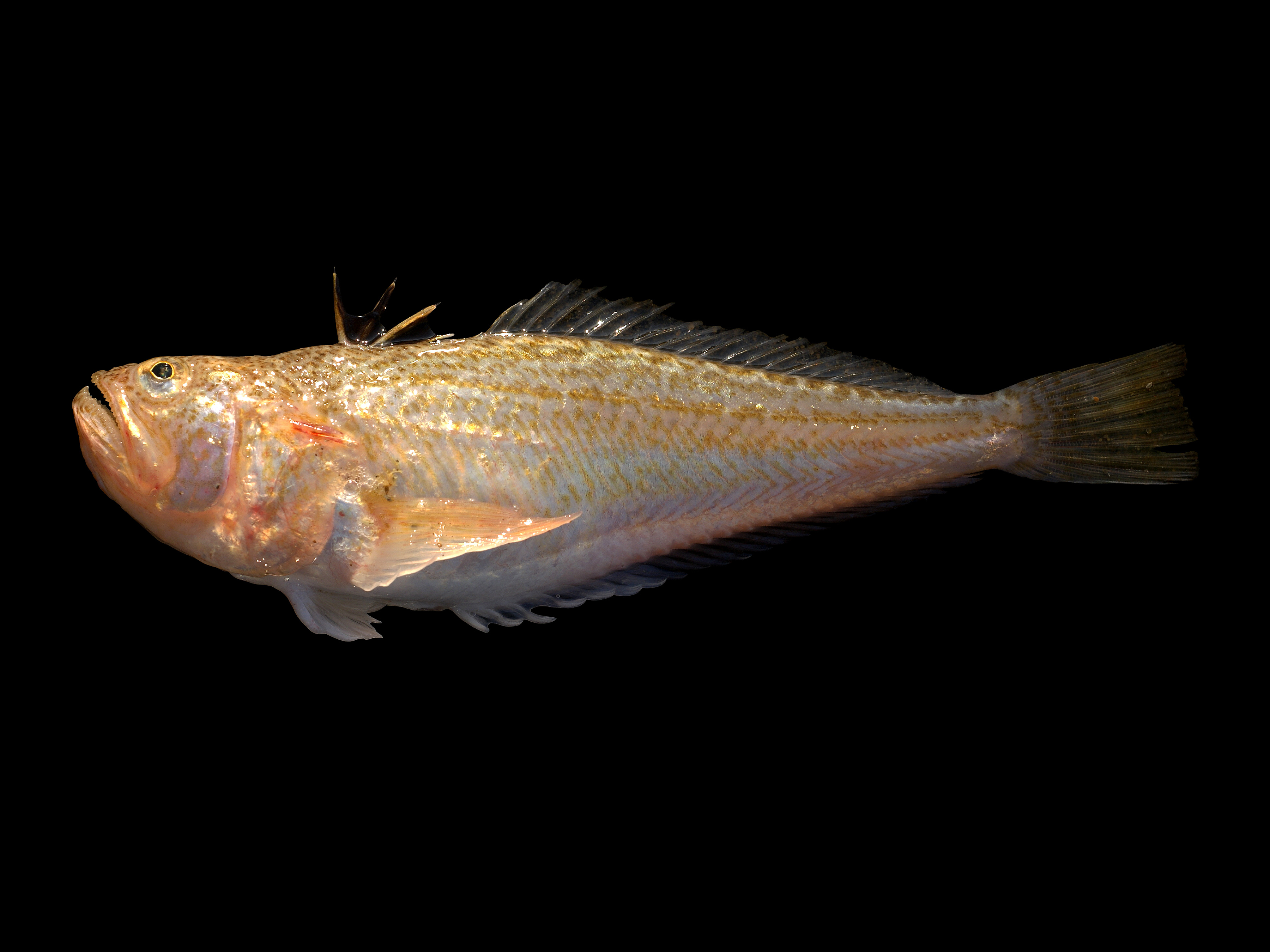
Echiichthys vipera
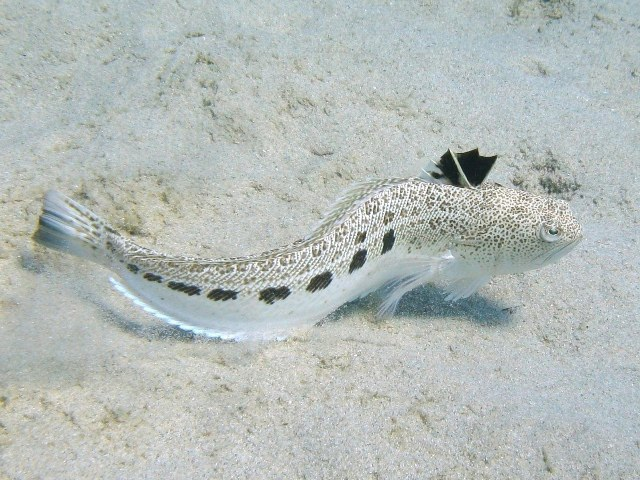
Trachinus araneus
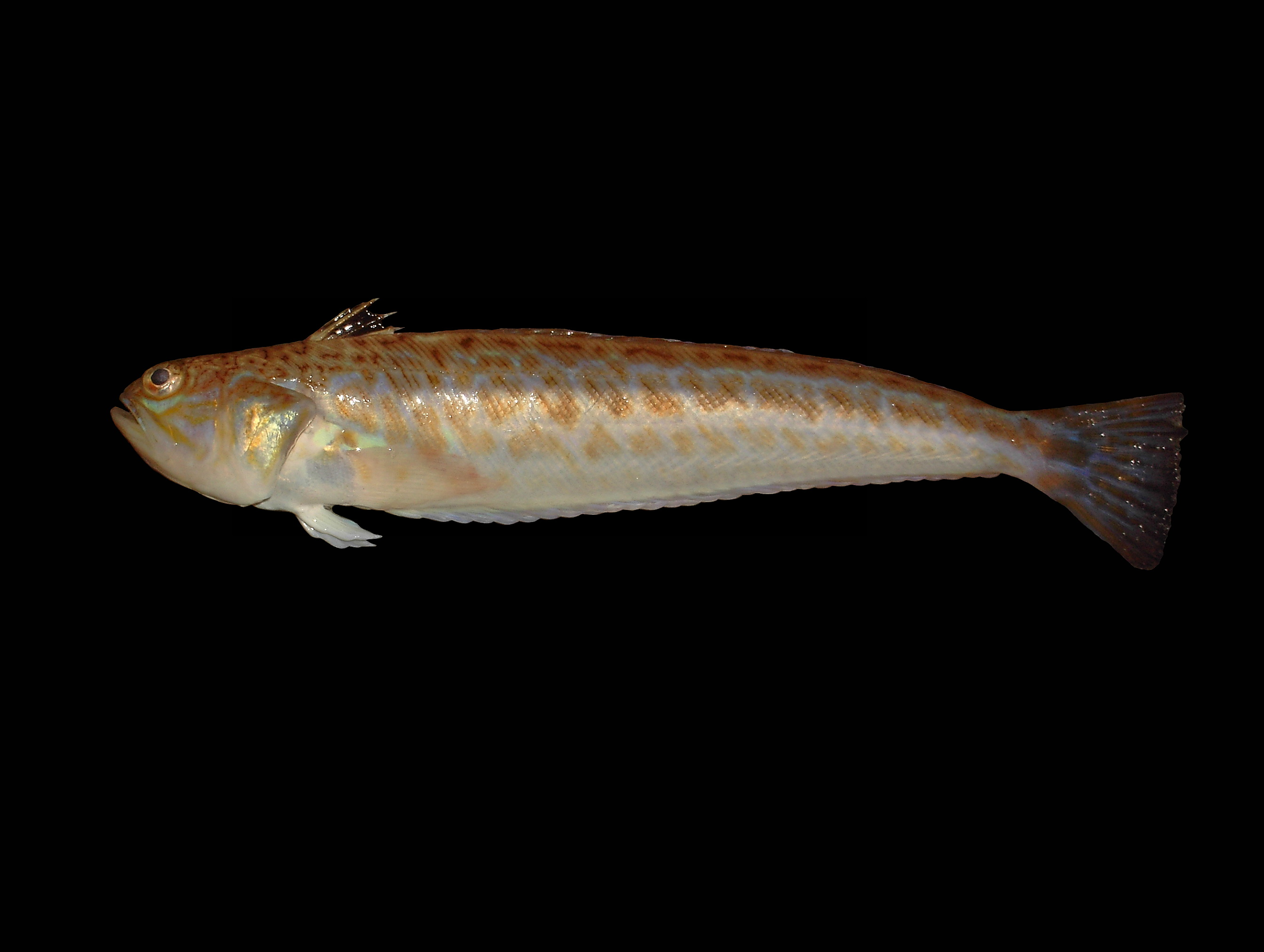
Trachinus draco
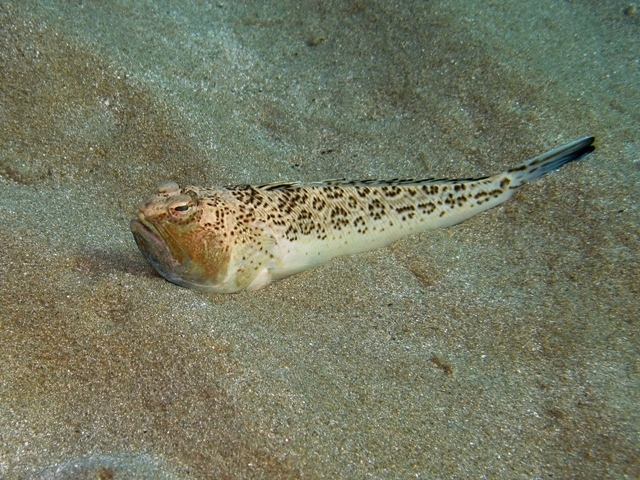
Trachinus radiatus

## La piqûre de vive
Le venin est injecté par l'épine dorsale et deux épines operculaires. Même mort, ce poisson reste dangereux. La douleur est « vive », très violente et instantanée. Elle irradie jusqu'à la racine du membre piqué. Une réaction allergique de type anaphylactique est toujours possible, comme pour les piqûres de guêpe. Cependant, la piqure n'est que rarement mortelle, bien qu'elle puisse entraîner une véritable infection, le pronostic vital n'est pas engagé.
Lors d'une piqûre de vive, il est conseillé de sortir de l'eau et de s'assoir pour ralentir la diffusion du venin. Il ne faut par chercher à retirer les fragments, car il n'y en a généralement pas : il y a juste un point noir visible correspondant au sang présent dans la plaie. Il faut alors désinfecter la plaie et chercher une aide médicale,. Le venin étant détruit par la chaleur (propriété thermolabile), l'un des traitements possible consiste à appliquer de la chaleur sur la zone touchée, pendant au moins 15 minutes. Il est possible de tremper le membre atteint dans de l'eau chaude à 45 °C, l'eau chaude permettant par ailleurs de dilater les pores de la peau pour mieux évacuer le venin. On peut aussi tamponner la plaie avec de l'ammoniaque (10 %)[réf. souhaitée], chauffer la zone avec un briquet sans toucher la peau pour ne pas la brûler, ou marcher dans le sable chaud.

## Intérêt culinaire
La vive est l'un des poissons utilisés pour la bouillabaisse ; sa chair est très fine, quoique durcissant avec l'âge (notamment pour la grande vive). Il est conseillé aux cuisiniers de la manipuler avec des gants très épais, ou de couper les cinq épines à l'aide de ciseaux.